# Staatspresident van de Oranje Vrijstaat
De staatspresident was de hoogste uitvoerende macht in de republiek Oranje Vrijstaat. Volgens de grondwet van 1854 werd de president voor een termijn van vijf jaar gekozen door de burgers (blanke, stemgerechtigde mannen), uit een lijst van kandidaten voorgedragen door de Volksraad. 

## Geschiedenis
De Britten erkenden de onafhankelijkheid van de Oranje Vrijstaat op 17 februari 1854, en het land werd onafhankelijk op 23 februari 1854, met de ondertekening van het Contract van Bloemfontein. 
Op 24 februari 1854 werd de macht door de Britten officieel overgedragen aan een provisioneel gouvernment waarvan Josias Philip Hoffman als president optrad. Het provisionele gouvernement riep de inwoners van de Vrijstaat op om vertegenwoordigers te verkiezen voor een op te richten Volksraad die op 28 maart 1854 voor het eerst bij elkaar kwam.
De Volksraad stelde op 18 april 1854 de constitutie vast. De eerste verkiezingen voor het staatspresidentschap zouden worden gehouden op 15 mei 1854. De Volksraad verzocht Hoffman om tot 4 september 1854, wanneer de nieuwe president zou worden geïnaugureerd, het ambt van staatspresident waar te nemen. Hoffman werd tijdens de verkiezingen niettemin gekozen, zodat hij president bleef. Zijn aanstelling als president was overigens van korte duur, want reeds in februari 1855 bood hij onder druk van de Volksraad zijn ontslag aan na een schandaal.
De Oranje Vrijstaat heeft in zijn 48-jarige bestaan slechts zes normaal verkozen staatspresidenten gehad. Tussen regeringen en gedurende afwezigheid van de staatspresidenten werd een waarnemend staatspresident door de Volksraad aangewezen. Gewoonlijk werd een minister (ook wel staatssecretaris genoemd), de voorzitter van de Volksraad of een prominent lid van de Volksraad benoemd tot waarnemend staatspresident. Daarnaast werd het presidentschap ook verscheidene keren waargenomen door een speciale commissie.

## Staatspresidenten van de Oranje Vrijstaat (1854-1902)
| Nr. | President                                                                    | President                                                                    | Ambtstermijn            | Ambtstermijn            | Opmerking |
| --- | ---------------------------------------------------------------------------- | ---------------------------------------------------------------------------- | ----------------------- | ----------------------- | --- |
| -   |                                                                              | Josias Philip Hoffman Waarnemend                                             | 24 februari 1854        | Begin april 1854        | |
| -   |                                                                              | Jacobus Groenendaal Waarnemend                                               | Begin april 1854        | 18 april 1854           | |
| 1   |                                                                              | Josias Philip Hoffman                                                        | 18 april 1854           | 10 februari 1855        | |
| -   |                                                                              | Jacobus Johannes Venter Waarnemend                                           | 10 t/m 15 februari 1855 | 10 t/m 15 februari 1855 | |
| -   | Samengestelde Commissie voor bestuur van de Regering van de Oranje Vrijstaat | Samengestelde Commissie voor bestuur van de Regering van de Oranje Vrijstaat | 15 februari 1855        | 27 augustus 1855        | Geen staatspresident aangewezen of gekozen; Met onder andere Jacobus Johannes Venter (voorzitter) en Esaias Reynier Snijman                                       |
| 2   |                                                                              | Jacobus Nicolaas Boshoff                                                     | 27 augustus 1855        | 6 september 1859        | |
| -   |                                                                              | Esaias Reynier Snijman Waarnemend                                            | 6 september 1859        | 8 februari 1860         | |
| 3   |                                                                              | Marthinus Wessel Pretorius                                                   | 8 februari 1860         | 17 juni 1863            | Vanaf 15 september 1860 ook: 1ste Staatspresident der Zuid-Afrikaansche Republiek                                                                                 |
| -   |                                                                              | Jan Willem Spruijt Waarnemend                                                | 1860 ...                | ... 1862                | Slechts in ambt bij afwezigheid van Marthinus Wessel Pretorius (Periodiek)                                                                                        |
| -   |                                                                              | Joseph Allison Waarnemend                                                    | 18 maart 1863           | 17 juni 1863            | Wegens afwezigheid van Marthinus Wessel Pretorius |
| -   | Vacant                                                                       | Vacant                                                                       | 17 t/m 20 juni 1863     | 17 t/m 20 juni 1863     | Geen staatspresident aangewezen of gekozen |
| -   |                                                                              | Jacobus Johannes Venter Waarnemend                                           | 20 juni 1863            | 2 februari 1864         | |
| 4   |                                                                              | Johannes Henricus Brand GCMG                                                 | 2 februari 1864         | 14 juli 1888            | |
| -   |                                                                              | Jacobus Johannes Venter Waarnemend                                           | 1869 ...                | ... 1870                | Slechts in ambt bij afwezigheid van Johannes Henricus Brand (Periodiek)                                                                                           |
| -   |                                                                              | Friedrich Kaufmann Höhne Waarnemend                                          | 31 augustus 1872        | 4 oktober 1872          | Slechts in ambt bij afwezigheid van Johannes Henricus Brand |
| -   | Uitvoerend Comité Waarnemend                                                 | Uitvoerend Comité Waarnemend                                                 | 1873 ...                | ... 1888                | (periodiek); Slechts in ambt bij afwezigheid van Johannes Henricus Brand; Bestaande uit William Collins, Friedrich Pieter Schnehage en Gerhardus Johannes du Toit |
| -   |                                                                              | Pieter Jeremias Blignaut Waarnemend                                          | 14 juli 1888            | 10 januari 1889         | |
| 5   |                                                                              | Francis William Reitz                                                        | 10 januari 1889         | 11 december 1895        | |
| -   |                                                                              | Pieter Jeremias Blignaut Waarnemend                                          | 11 december 1895        | 4 maart 1896            | |
| 6   |                                                                              | Marthinus Theunis Steyn                                                      | 4 maart 1896            | 29 mei 1902             | |
| -   |                                                                              | Christiaan Rudolf de Wet Waarnemend                                          | 29 t/m 31 mei 1902      | 29 t/m 31 mei 1902      | |

Presidentsverkiezingen: 1854 · 1855 · 1859 · 1863 · 1868 · 1873 · 1878 · 1883 · 1888 · 1893 · 1896